# Antemus chinjiensis
Antemus chinjiensis is een fossiel knaagdier uit de onderfamilie muizen en ratten van de Oude Wereld (Murinae). Deze soort is bekend van het Midden-Mioceen van Pakistan. Het een van de twee soorten uit het geslacht Antemus. Het is het oudste fossiel dat van deze onderfamilie bekend is; Antemus wordt beschouwd als de directe voorouder van Progonomys en de indirecte voorouder van alle levende Murinae. Zelf stamt het geslacht waarschijnlijk af van Potwarmus, die waarschijnlijk tot de Myocricetodontinae behoort. Deze soort is oorspronkelijk beschreven op basis van vier geïsoleerde kiezen uit de Chinjiformatie (waar hij naar genoemd is) in de Pakistaanse provincie Punjab. Bij dit dier is de knobbel t4 op de eerste en tweede bovenkiezen (M1 en M2) geïsoleerd. Op de M2 zit geen t1. De t6 en t9 zijn duidelijk van elkaar gescheiden, net als t4 en t8. De vallei tussen t1 en t4 is relatief ondiep. Het cingulum op de buitenkant van de tweede onderkies (m2) is vrij zwak aanwezig. De M1 is 1,90 bij 1,20 millimeter, de M2 1,20 bij 1,10 millimeter en de m2 1,25 bij 1,05 millimeter. Sinds de oorspronkelijke beschrijving zijn er nog twee andere soorten van dit geslacht beschreven, A. primitivus en A. thailandicus, maar beide worden nu in het geslacht Potwarmus geplaatst, dat in alternatieve indelingen als een Murinae, een myocricetodontine, een boommuis (Dendomurinae) of als Muroidea incertae sedis wordt gezien.
Allorattus · 
Antemus · 
Anthracomys · 
Beremendimys · 
Castillomys · 
Castromys · 
Chardinomys · 
Dilatomys · 
Euryotomys · 
Hansdebruijnia · 
Hooijeromys · 
Huaxiamys · 
Huerzelerimys · 
Kritimys · 
Leilaomys · 
Linomys ·
Orientalomys · 
Paraethomys · 
Parapelomys · 
Parapodemus · 
Progonomys · 
Prohadromys · 
Qianomys · 
Ratchaburimys · 
Rhagamys · 
Rhagapodemus · 
Saidomys · 
Sinapodemus · 
Stephanomys · 
Wushanomys · 
Yunomys
Soorten met onduidelijke verwantschappen:
Karnimata huxleyi · 
Karnimata inflata · 
Karnimata intermedia · 
Karnimata minima · 
Mastomys colberti · 
Mus hipparionum · 
Progonomys debruijni